# Jerez (Jutiapa)
Jerez es un municipio del departamento de Jutiapa en la región sur-oriente de la República de Guatemala. El municipio de Jerez tiene categoría de ciudad en grado 4.º. Originalmente se conocía como «Chingo», y está a 44 Kilómetros de la cabecera departamental y a 188 kilómetros de la Ciudad de Guatemala. Su santo patrono es San Nicolás Tolentino, cuya fiesta se celebra el 5 de marzo. Los días para el mercado en Jerez, son los domingos.

## Toponimia
El área se conocía originalmente con el nombre de «Chingo», pero el 5 de octubre de 1892 se oficializó el cambio de nombre de a «Jerez» en honor a Máximo Jerez Tellería, un general liberal nicaragüense.[cita requerida]

## División administrativa
| División | Listado                                                       |
| -------- | ------------------------------------------------------------- |
| Aldeas   | Esmeralda y Escarbaderos                                      |
| Caseríos | El Saral, El Pinal, El Resgate, San José Hueviapa y Camarones |

## Geografía física
Con sus 60 kilómetros cuadrados es el tercer municipio más pequeño de Jutiapa por debajo de El Adelanto (31 km²) y Yupiltepeque (36 km²). 

### Orografía e hidrografía
Tiene accidentes geográficos por lo que forma planicies y terrenos inclinados. Está en las faldas del Volcán Chingo y está rodeado de cerros y barrancos y se ubica a una elevación de 700 m s. n. m. y por su región circulan once corrientes de agua.
| Accidente geográfico | Listado                                                                                        |
| -------------------- | ---------------------------------------------------------------------------------------------- |
| Montañas             | Volcán Chingo, Cerro Alto, Montaña El Pinal y Montaña El Limbo                                 |
| Ríos                 | Jerez, Los Cangrejos, Estanzuela, Esmeralda, San Lorenzo, Grande, Hueviapa, Pampe o Chalchuapa |
| Riachuelos           | El Chaparrón y Los Olmos                                                                       |
| Quebradas            | Ojo de Agua, El Vertiente y Los Camarones                                                      |

### Ubicación geográfica
Se encuentra entre el sur de Atescatempa, Yupiltepeque, al este de Zapotitlán y al norte y oeste de la República de El Salvador. Se encuentra a una distancia de 49 kilómetros de la cabecera departamental Jutiapa.
|                                                          | Norte: Atescatempa, Yupiltepeque, municipios del departamento de Jutiapa |                                |
| Oeste: Zapotitlán, municipio del departamento de Jutiapa |                                                                          | Este: República de El Salvador |
|                                                          | Sur: República de El Salvador                                            |                                |

## Gobierno municipal
Los municipios se encuentran regulados en diversas leyes de la República, que establecen su forma de organización, lo relativo a la conformación de sus órganos administrativos, tributos destinados para los mismos; esta legislación se encuentra dispersa en diversos niveles.  Ahora bien, que exista legislación específica para los municipios no significa que a estos no les sean aplicables las normas contenidas en otros cuerpos normativos, pues aunque se trata de entidades autónomas, las mismas se encuentran sujetas, al igual que todas las entidades de tal naturaleza, a la legislación nacional.
Específicamente, las principales leyes que rigen a los municipios en Guatemala desde 1985 son:
| N.º | Ley                                                | Descripción |
| --- | -------------------------------------------------- | --- |
| 1   | Constitución Política de la República de Guatemala | Le son aplicables diversos artículos generales de la misma, y además tiene una regulación legal específica en los artículos 253 al 262, que constituyen su base constitucional.                                                                                            |
| 2   | Ley Electoral y de Partidos Políticos              | Ley de carácter constitucional creada por la Asamblea Nacional Constituyente que aplicable a los municipios en diversos aspectos pero fundamentalmente en el tema de la conformación de sus autoridades electas, puesto que regula la manera en que se eligen y conforman. |
| 3   | Código Municipal                                   | Decreto 12-2002 del Congreso de la República de Guatemala. Tiene la categoría de ley ordinaria y contiene preceptos generales aplicables a todos los municipios, e inclusive contiene legislación referente a la creación de los municipios.                               |
| 4   | Ley de Servicio Municipal                          | Decreto 1-87 del Congreso de la República de Guatemala. Regula las relaciones entra la municipalidad y los servidores públicos en materia laboral. Tiene su base constitucional en el artículo 262 de la constitución que ordena la emisión de la misma.                   |
| 5   | Ley General de Descentralización                   | Decreto 14-2002 del Congreso de la República de Guatemala. Regula el deber constitucional del Estado, y por ende del municipio, de promover y aplicar la descentralización y desconcentración económica y administrativa.                                                  |

El gobierno de los municipios de Guatemala está a cargo de un Concejo Municipal, de conformidad con el artículo 254 de la Constitución Política de la República de Guatemala, que establece que «el gobierno municipal será ejercido por un concejo municipal». A su vez, el código municipal —que tiene carácter de ley ordinaria y contiene disposiciones que se aplican a todos los municipios de Guatemala— establece en su artículo 9 que «el concejo municipal es el órgano colegiado superior de deliberación y de decisión de los asuntos municipales […] y tiene su sede en la circunscripción de la cabecera municipal». Por último, el artículo 33 del mencionado código establece que «[le] corresponde con exclusividad al concejo municipal el ejercicio del gobierno del municipio».
El concejo municipal se integra de conformidad con lo que establece la Constitución en su artículo 254, es decir «se integra con el alcalde, los síndicos y concejales, electos directamente por sufragio universal y secreto para un período de cuatro años, pudiendo ser reelectos». Al respecto, el código municipal en el artículo 9 establece «que se integra por el alcalde, los síndicos y los concejales, todos electos directa y popularmente en cada municipio de conformidad con la ley de la materia».
Los alcaldes que ha habido en el municipio son:
- 2012-2016: Carlos Melgar[7]

## Historia
El nombre original de Jerez era «Chingo».[cita requerida]

### Tras la Independencia de Centroamérica
Tras la Independencia de Centroamérica en 1821, la constitución del Estado de Guatemala promulgada el 11 de octubre de 1825 estableció los circuitos para la administración de justicia en el territorio del Estado y menciona que Jerez —llamado entonces «Chingo»— era parte del Circuito de Mita en el Distrito N.º 3 del mismo nombre en el departamento de Chiquimula, junto con Asunción, Achuapa, Agua Blanca, Quequesque, San Antonio, Anguiatú, Las Cañas, Limones, Mongoy, Espinal, Hermita, Jutiapa, Santa Catarina, Atescatempa, Yupiltepeque, Zapotitlán, Papaturro y San Diego.

### Creación del departamento de Jutiapa
La República de Guatemala fue fundada por el gobierno del presidente capitán general Rafael Carrera el 21 de marzo de 1847 para que el hasta entonces Estado de Guatemala pudiera realizar intercambios comerciales libremente con naciones extranjeras.  El 25 de febrero de 1848 la región de Mita fue segregada de Chiquimula, convertida en departamento y dividida en tres distritos: Jutiapa, Santa Rosa y Jalapa.  Específicamente, el distrito de Jutiapa incluyó a Jutiapa como cabecera, Yupiltepeque, Asunción y Santa Catarina Mita y los valles aledaños que eran Suchitán, San Antonio, Achuapa, Atescatempa, Zapotitlán, Contepeque, Chingo, Quequesque, Limones y Tempisque;  además, incluía a Comapa, Jalpatagua, Asulco, Conguaco y Moyuta.

### Conferencias con El Salvador de 1876
En 1876 el gobierno conservador de José María Medina en Honduras se estaba desmoronando, principalmente con el escándalo de los empréstitos para la construcción del Ferrocarril Nacional de Honduras y el desaparecimiento de representantes de Honduras en el extranjero. Los liberales hondureños solicitaban cambios en la administración pública del Estado y el presidente guatemalteco, general Justo Rufino Barrios aprovechó la oportunidad para establecer un régimen liberal y afín a sus intereses de Unión Centroamericana en Honduras.  Tras las elecciones en El Salvador en que resultó elegido Andrés del Valle, Barrios se reunió con éste en El Chingo donde acordaron apoyar la invasión de Honduras para instalar al licenciado Marco Aurelio Soto como presidente de Honduras; hasta entonces, Soto había fungido como Ministro de Relaciones Exteriores y de Educación en Guatemala. Barrios y del Valle se comprometieron a poner mil hombres para dicha causa, pero los hechos políticos se precipitaron en contra de Valle, y tras la Junta de Santa Ana, en donde se reunieron alrededor de doscientos incipientes cafetaleros, terratenientes, comerciantes, políticos, militares y juristas salvadoreños, se acordó junto con el presidente guatemalteco elegir como presidente de El Salvador al doctor Rafael Zaldívar.

### Muerte de Adolfo V. Hall

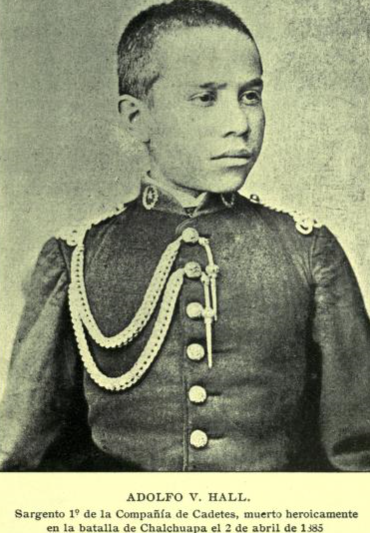
Retrato del cadete Adolfo V. Hall, quien murió en Chalchuapa el 2 de abril de 1885 junto con el presidente Justo Rufino Barrios. Fue sepultado en Chingo en una fosa común.

Durante la cmapaña unionista del presidente guatemalteco Justo Rufino Barrios en 1885, el cadete Adolfo V. Hall luchó en primera línea en El Coco y en la frontera con El Salvador, por lo que Barrios, necesitado de jefes y oficiales decididos que comandaran las tropas guatemaltecas, lo llamó y le dijo «¡Cadete: los galones que lleva en el brazo, páseselos a la manga!». De esta forma, Barrios ascendió a Hall al grado de teniente coronel del Ejército en Campaña.
Impulsado por esa honrosa distinción, el nuevo coronel redobló su coraje para el avance, pero fue alcanzado por una bala de cañón, que lo dejó horriblemente mutilado, y confundido con los restos de sus compañeros de batallón.  Las acciones posteriores, incluyendo la muerte del propio general Barrios, impidieron recuperar el cadáver del joven coronel de 19 años quien fue sepultado en alguna fosa común de la población de Chingo.

### Cambio del nombre del municipio
El 5 de octubre de 1892 se oficializó el cambio de nombre de Chingo a Jerez en honor a la ciudad de Jerez de la frontera, en España y porque el municipio de Jerez es fronterizo con la República de El Salvador.

### Leyenda de «El Partideño»
Se cuenta que hubo un ladrón apodado «El Partideño» quien era jefe de una banda que se escondían en una gruta que está en las faldas del Volcán Chingo; esta gruta era conocida como la «Cueva del Partideño». Cuentan que los ladrones robaban en los pueblos de la localidad y los escondían en la gruta; pocos días antes de la Independencia de Centroamérica las autoridades descubrieron el escondite, y según la leyenda, encontraron grandes tesoros.[cita requerida]

## Recursos naturales
Entre los grandes cerros y montañas que tiene Jerez, existen bosques en abundancia, ríos, suelos fertilizados y los pobladores aprovechan muy bien esos recursos. Entre los cultivos están: Maíz, Fríjol, Café y Tomate.

### Fauna
Existe una gran variedad de animales y entre esos están:
| División            | Listado |
| ------------------- | --- |
| Animales Silvestres | - Culebra - murciélago - ratón - armadillo - comadreja - tacuazín - gavilán - paloma - clarinero - sanate - colibrí - garza - perica |
| Animales acuáticos  | guapote, juilín, pupo, camarón, cangrejo y jute                                                                                      |
| Animales domésticos | caballo, vaca, cabra, cerdo, gallina, pato, perro y gato                                                                             |

### Transporte
Se cuenta con transporte Extraurbano hacia la ciudad Capital, transporte hacia la ciudad de Jutiapa (Microbuses), Mototaxis de uso urbano del municipio Jerezano.

### Medios de comunicación
Cuenta con el periodista reconocido Hugo Peñate el cual a través de su perfil de Facebook  "Hugo Peñate" todos los días hace una reseña del pueblo publicando rostros de jerezanos, dando a conocer las noticias más importantes del municipio así como la transmisión en vivo de eventos importantes como también entierros de vecinos, y un periódico local totalmente gratuito, con noticias locales, nacionales e internacionales que dan a conocer suceso de gran trascendencia, los cuales no suelen publicarse en periódicos nacionales. Fue creado en Aldea La Esmerada, por consiguiente, lleva el nombre de " Pasatiempo Esmeralda" inspirado en un poema del escritor uruguayo Mario Benedetti llamado Pasatiempo.